# Barbiturique
Les barbituriques appartiennent à une famille médicamenteuse agissant comme dépresseurs du système nerveux central, et dont le spectre d'activité s'étend de l'effet sédatif à l'anesthésie. Certains sont aussi utilisés pour leurs vertus anticonvulsivantes. Tous sont dérivés de l'acide barbiturique et de ses homologues (acide thiobarbiturique, acide iminobarbiturique). Ils sont de nos jours beaucoup moins prescrits en raison de leurs effets indésirables, du risque d'abus, et de l'arrivée sur le marché de molécules à l'action comparable mais aux effets secondaires réduits et à la toxicité limitée (entre autres les benzodiazépines).
En France, le phénobarbital (Gardénal) et la primidone (Mysoline) sont encore indiqués et parfois prescrits, principalement par les neurologues pour leurs propriétés antiépileptiques. 

Acide barbiturique, structure à la base des barbituriques

## Origine du nom
Il existe plusieurs théories quant à l'origine du mot « barbiturique » :
- la première fait remonter cette origine à la date de la synthèse de l'acide barbiturique par Adolf von Baeyer, soit le 4 décembre 1864[réf. souhaitée], jour de la Sainte-Barbe ;
- selon une autre version, rapportée par Michel Rosenzweig dans son livre les Drogues dans l'histoire, « barbiturique » viendrait du grec barbitos qui signifie « semblable à la lyre », parce que la molécule de l'acide en question présente la forme de cet instrument. Le suffixe « urique » est naturellement dérivé du mot urée ;

Le premier barbiturique commercialisé fut le barbital, ou acide diéthylbarbiturique (nom commercial: Véronal, tiré du fait qu'il fut inventé en 1903 par Hermann Emil Fischer, chimiste allemand travaillant à Vérone). De nombreux dérivés furent par la suite développés, avec des propriétés plus ou moins spécifiques (solution aqueuse d'action rapide pour le thiopental sodique, capsules hypnotiques puissantes pour les pentobarbital et sécobarbital, action longue et progressive pour le phénobarbital) mais un mécanisme d'action toujours similaire. Lorsque l’on dut trouver un nom commercial pour le phénobarbital, breveté en 1911, la technique du laboratoire Rhône-Poulenc pour faciliter son introduction et sa mémorisation tant par les médecins que par le public aurait été de « garder nal de Véronal ». Le nom commercial Gardénal fut donc inventé et est toujours d'actualité.

Formule du barbital (Véronal), premier barbiturique commercialisé, rendu obsolète par ses multiples dérivés.

L'acide barbiturique, que l'on obtient par action de l'ester malonique sur l'urée, est également désigné sous le nom de « malonylurée ».

## Utilisation médicale
En raison de leurs effets secondaires et de l'existence de produits plus modernes, la prescription des barbituriques est aujourd'hui limitée à quelques produits anticonvulsivants, ou inducteurs d'anesthésie générale et comme anesthésiant vétérinaire. Les produits apparentés comme le thiopental et la primidone sont aussi considérés comme des barbituriques. Pour beaucoup d'usages, depuis les années 1970, la plupart des barbituriques ont été remplacés par des benzodiazépines.
Outre le barbital, les produits de cette classe ayant été les plus répandus sont (par dénomination commune internationale = DCI) :
- pentobarbital (hypnotique/sédatif) ;
- phénobarbital (anticonvulsivant/anxiolytique) ;
- sécobarbital (hypnotique) ;
- thiopental (anesthésiant).
- amobarbital (hypnotique) ;

De nombreux autres composés ont connu une certaine diffusion, dans une moindre mesure ou bien de manière spécifique à certains pays :
- allobarbital (anticonvulsivant) ;
- alphenal (anticonvulsivant) :
- aprobarbital (hypnotique) ;
- brallobarbital (hypnotique) ;
- butabarbital (hypnotique) ;
- butalbital (hypnotique/sédatif) ;
- butobarbital (hypnotique) ;
- hexobarbital (hypnotique/anesthésiant) ;
- méphobarbital (anticonvulsivant/anxiolytique) ;
- primidone (anticonvulsivant) ;
- talbutal (hypnotique) ;
- thiamylal (anesthésiant) ;
- thiobarbital (anesthésiant) ;
- vinylbital (hypnotique)

## Pharmacologie et comparaison avec les benzodiazépines
Les deux familles de médicaments ont un canal d'action primaire commun, la modulation positive de la puissance des récepteurs GABA-A,. Cependant, leur impact est légèrement différent : là où les BZD augmentent le nombre d'ouvertures du canal ionique Cl−, les barbituriques en augmentent l'amplitude, un moyen d'action qui est moins sujet à un 'effet plafond' en cas de surdosage. Qui plus est les barbituriques peuvent également activer ce canal directement, là où les BZD ne font que renforcer l'action du GABA fabriqué naturellement par le corps,. Dans les deux cas cela permet de grandement hyperpolariser le neurone cible et d'inhiber son potentiel de stimulation électrique par les ions positifs, mais pas dans les mêmes proportions.
Les barbituriques sont de surcroit des antagonistes des récepteurs AMPA et inhibent l'action du glutamate,. Ils produisent donc la sédation par le biais de plusieurs canaux, ce qui augmente le risque de sédation excessive.
Le potentiel addictif des deux familles (surtout du fait de l'adaptation des récepteurs GABA-A-alpha1, qui induisent la majeure partie de la sédation) est néanmoins comparable; sur cet aspect là ni les BZD ni le zolpidem ou le zopiclone ne présentent un profil vraiment plus sûr et il convient de traiter ces substances avec la même prudence que pour les barbituriques.
On notera aussi que les BZD sont actifs à des doses bien moindres (typiquement moins de 10 mg par prise contre plus de 100 mg pour les barbituriques).

## Abus de barbituriques

Dans une enquête de 2011 auprès de 292 experts cliniques en Écosse, les barbituriques ont été classés 9e pour le préjudice personnel et 11e pour le préjudice causé à la société, sur 19 drogues récréatives courantes (voir aussi à ce sujet : Classification des psychotropes).

L'utilisation des barbituriques fut très répandue dans la première moitié du XXe siècle.
À dose modérée, ces médicaments entraînent un effet très proche de celui produit par l'intoxication alcoolique (ivresse). Les symptômes principaux sont une perte de la coordination motrice, un discours incohérent, des troubles du jugement. Ces effets ont parfois été recherchés dans une optique récréative, sédative ou pour les suicides.
Dans le cas d'un abus chronique se développe très rapidement une tolérance aux barbituriques, une dépendance physique et psychologique. La tolérance en particulier entraîne un rétrécissement de la zone comprise entre la dose nécessaire pour obtenir l'effet recherché et la dose mortelle. À un certain point, la dose requise devient supérieure à la dose létale, entraînant coma et décès sans prise en charge médicale urgente.
Historiquement, et bien que la plupart des patients aient retiré un bénéfice de la prise de barbituriques, la prévalence des toxicomanies, des accidents de sevrage (convulsions parfois mortelles) et des accidents d'intoxication due à un excès de barbituriques ont conduit l'industrie pharmaceutique au développement de thérapies alternatives (en particulier les benzodiazépines) qui ont fortement restreint l'utilisation des barbituriques.
Ainsi, les barbituriques ont rapidement pris, à partir des années 1920, une place importante dans les tentatives de suicide. Les suicides de Marilyn Monroe en 1962, de Michel Magne en 1984 et de Dalida en 1987 en sont des exemples célèbres,.

## Culture populaire

### Évocation dans la littérature
- Par William Burroughs :
  - Junky
- Par Agatha Christie :
  - Le Meurtre de Roger Ackroyd ;
  - Dix Petits Nègres ;
  - Le Couteau sur la nuque ;
  - Pension Vanilos ;
  - Un, deux, trois...
- Par Anne Hébert : 
  - Les Fous de Bassan.
- Par George Orwell : 
  - 1984.
- Par Arthur Schnitzler :
  - Mademoiselle Else.
- Par Hubert Selby :
  - Retour à Brooklyn.
- Par Frédéric Beigbeider :
  - Oona et Salinger.
- Par Pierre Michon :
  - Vies minuscules.
- Par Stephen King :
  - Shining, l'enfant lumière.
- Par Pierre Lemaitre :
  - Alex.
- Par Emmanuel Carrère
  - L'Adversaire

### Évocation au cinéma
- Étoile sans lumière de Marcel Blistène (1946)
- Les Sous-doués en vacances de Claude Zidi (1982)
- Officier et gentleman de Taylor Hackford (1982)
- Terminator 3 : Le Soulèvement des machines  de Jonathan Mostow (2003)
- Enfin veuve d'Isabelle Mergault (2008)
- Le Loup de Wall Street de Martin Scorsese (2013)
- Le crime de l'Orient-Express  de Kenneth Branagh (2017)
- Le Tigre et le Président   de Jean-Marie Peyrefitte (2022)

### Évocation dans les séries et les téléfilms
- Grey's Anatomy : saison 6, épisode 18
- Person of Interest : saison 3, épisode 12
- Urgences : saison 1, épisode 1 (épisode pilote)
- Inspecteur Barnaby : saison 4, épisode 6
- Columbo : Meurtre en musique, Inculpé de meurtre.
- Better call Saul : saison 6, épisode 11
- Frequency : saison 1, épisode 10
- True Detective : saison 1, épisode 2
- Homeland : saison 6, épisode 2
- Mad Men : saison 3, épisode 7
- Babylon Berlin :  saison 1, épisode 7
- Devious Maids : saison 4, épisode 5
- Arabesque : saison 4, épisode 12

### Évocation dans la musique
- Par Stupeflip : 
  - La Menuiserie (dans "The Hypnoflip Invasion")
- Par Zambla : "Derrière les Rochers"